# Capezoum capensis
Capezoum capensis là một loài bọ cánh cứng trong họ Cerambycidae.